# Золотарёв, Борис Маркович
Борис Маркович Золотарёв (англ. Boris Solotareff, 23 октября 1889, Бендеры, Бессарабская губерния — 5 июля 1966, Нью-Йорк) — французский и американский художник, график, сценограф; представитель Парижской школы.

## Биография
Родился в 1889 году в Бендерах в еврейской семье. До 1907 года учился в Одесском художественном училище, затем жил в Мюнхене, где учился в Мюнхенской академии художеств (1907—1914); одновременно получил инженерное образование. С началом Первой мировой войны поселился в Лозанне. С 1915 года начал принимать участие в коллективных выставках Херсонского общества изящных искусств. В том же году был призван на фронт и попал в плен. В 1916 году его работы экспонировались на Выставке русско-польских художников, устроенной Комитетом помощи русским и сербским пленным в Лозанне. Написал двойной карандашный портрет И. Ф. Стравинского и Л. С. Бакста (1918).
После аннексии Бессарабии Румынией в 1918 году перебрался с родителями в Харбин. С начала 1920-х годов жил в Париже, где зарабатывал на жизнь портретами. Провёл персональную выставку в галерее Durand-Ruel (1929), участвовал в выставках общества «Новый салон» (1934 и 1935). Поддерживал оставшихся в Харбине родителей акварелями, которые продавались в магазине Иосифа Каспе.
С 1937 года и до конца жизни жил в Нью-Йорке, где провёл несколько персональных выставок (1939, 1941, 1952). В 1949 году получил американское гражданство. Рисовал портреты и жанровые зарисовки из еврейской жизни, занимался сценографией и на протяжении многих лет работал в авангардном нью-йоркском Еврейском пролетарском театре на идише АРТЕФ (идиш אַרבעטער טעאַטער פֿאַרבאַנד‎ — арбетер театер фарбанд).